# Rabocerus gabrieli
Rabocerus gabrieli es una especie de coleóptero de la familia Salpingidae.

## Distribución geográfica
Habita en Europa.